# Nobels Fredssenter

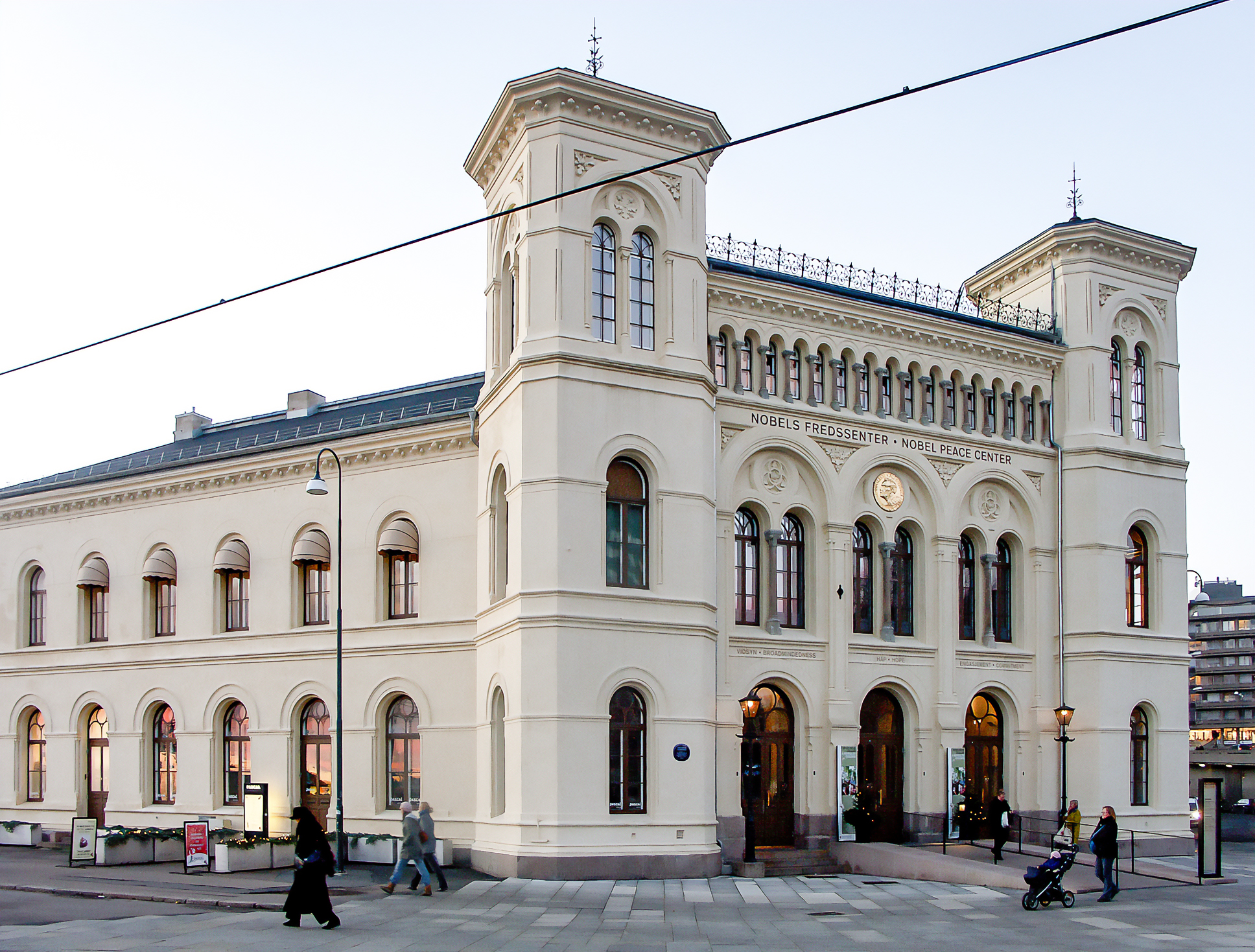
Nobels Fredssenter i Oslo

Nobels Fredssenter är en norsk stiftelse.
Nobels Fredssenter upprättades efter ett beslut i Stortinget år 2000 och ligger i den tidigare Vestbanestasjonen i Oslo.
Stiftelsens styrelse väljs av Nobelkomiteen och chef för centret är Norunn Grande.